# Saison 2010 des Brewers de Milwaukee
La Saison 2010 des Brewers de Milwaukee est la 42e saison en ligue majeure pour cette franchise.

## Intersaison

### Départs
- Le joueur de champ intérieur Felipe Lopez devient agent libre et signe un contrat d'un an le 27 février avec les Cardinals de Saint-Louis[1].

Le joueur de champ intérieur Hernán Iribarren est réclamé au ballottage le 13 mars par les Rangers du Texas.

### Prolongations de contrats
- Le réserviste à l'avant-champ Craig Counsell obtient un nouveau contrat d'un an pour 2,1 millions le 14 décembre 2009[3].
- Corey Hart accepte le 2 août une prolongation de contrat de trois ans allant jusqu'à la fin de la saison 2013[4].

### Cactus League
33 rencontres de préparation sont programmées du 4 mars au 3 avril à l'occasion de cet entraînement de printemps 2010 des Brewers.
Avec 16 victoires et 14 défaites, les Brewers terminent 6e de la Cactus League et enregistrent la 7e performance des clubs de la Ligue nationale.

## Saison régulière

### Classement
| Ligue nationale (Division Centrale) | V  | D   | %    | GB |
| ----------------------------------- | -- | --- | ---- | -- |
| Reds de Cincinnati                  | 91 | 71  | .562 | -  |
| Cardinals de Saint-Louis            | 86 | 76  | .531 | 5  |
| Brewers de Milwaukee                | 77 | 85  | .475 | 14 |
| Astros de Houston                   | 76 | 86  | .469 | 15 |
| Cubs de Chicago                     | 75 | 87  | .463 | 16 |
| Pirates de Pittsburgh               | 57 | 105 | .352 | 34 |

### Résultats
| Légende              | Légende             | Légende       |
| victoire des Brewers | défaite des Brewers | match reporté |
| -------------------- | ------------------- | ------------- |

#### Mai
Le voltigeur Jody Gerut des Brewers de Milwaukee frappe un cycle le 8 mai lors du large succès 17-3 chez les Diamondbacks de l'Arizona. Il s'agit du 289e cycle de l'histoire des Ligues majeures depuis 1882 et le sixième réussit par un joueur des Brewers.